# Acrothamnion
Acrothamnion, maleni rod crvenih alga iz porodice Ceramiaceae, smješten u tribus Antithamnieae, dio potporodice Ceramioideae.
Priznate su dvije vrste, uglavnom epifiti na većim algama. Raširene su uz južnu obalu Australije, Karibima, Solomonovom otočju, Mediteranu, uz južnu Afriku. Tipična je Acrothamnion pulchellum, sada priznata kao Acrothamnion preissii.

## Vrste
1. Acrothamnion butlerae (Collins) Kylin
2. Acrothamnion preissii (Sonder) E.M.Wollaston